# Frog Mill Ait
Frog Mill Ait ist eine Insel in der Themse in England zwischen den Orten Medmenham in Buckinghamshire und Hurley in Berkshire. Die Insel liegt flussaufwärts des Hurley Lock und gehört zu Berkshire.
Die Insel ist nach einer Mühle am Ufer benannt. Frog Mill Ait und die angrenzende Black Boy Island waren ein Problem für die Schifffahrt, da der Leinpfad vom Schifffahrtskanal aus auf der anderen Seite der Insel verlief. Darum mussten die Seile über die Insel gezogen werden, was oft dazu führte, dass Boote ans Ufer gezogen wurden.
Der Name Poisson Deux ist mit der Umgebung verbunden und man nimmt an, dass er von den Fischreusen, die hier im Fluss befestigt waren, stammt.